# Blue Banisters
Blue Banisters —en español: Barandillas azules— es el octavo álbum de estudio de la cantante y compositora estadounidense Lana Del Rey. Fue lanzado el 22 de octubre de 2021 por Interscope Records y Polydor Records. El disco fue precedido por los sencillos «Blue Banisters» y «Arcadia», además de los sencillos promocionales «Text Book» y «Wildflower Wildfire», en febrero de 2023 el álbum recibió un certificado de platino por vender 120.000 unidades en el Reino unido.

## Antecedentes
El 19 de marzo de 2021, Del Rey lanzó su séptimo álbum de estudio Chemtrails over the Country Club. Solo un día después, anunció que su próximo álbum de estudio titulado Rock Candy Sweet se lanzaría en junio. Sin embargo, el 11 de abril de 2021, subió un breve teaser con la leyenda «Blue Banisters» en su Instagram. El teaser muestra una foto de ella mirando al cielo. El 28 de abril, recurrió a las redes sociales para anunciar el álbum, cuyo lanzamiento está programado para el 4 de julio. Más tarde, ese mismo día, Del Rey publicó un clip de la canción principal y el video musical que la acompaña en Instagram con el mensaje: "A veces la vida te hace cambiar justo a tiempo para el próximo capítulo", y en Twitter con: "Estoy escribiendo mi propia historia. Y nadie más que yo puede decirlo". La canción que da nombre al álbum, «Text Book» y «Wildflower Wildfire» fueron lanzados como sencillos el 20 de mayo de 2021.
El 3 de julio de 2021, Del Rey reveló la portada del álbum en su Instagram junto con un adelanto de un próximo sencillo, diciendo que "[el] álbum saldrá más tarde... sencillo pronto. Que tengan un buen cuatro [de julio] x". La carátula del álbum muestra a Del Rey sentada en una plataforma de madera con sus perros Tex y Mex. El 3 de septiembre de 2021, Del Rey publicó la portada del sencillo «Arcadia» en su cuenta de Instagram y reveló que la canción sería lanzada el miércoles siguiente, 8 de septiembre. Un día antes del lanzamiento de la canción, Del Rey compartió un fragmento adicional, subtitulándolo con un pequeño adelanto escrito de los temas generales del álbum, mencionando que ella nunca sintió la necesidad de explicar su historia "pero si estás interesado, este álbum lo cuenta y no hace prácticamente nada más". El 8 de septiembre de 2021, se lanzó el pre-ordenamiento del álbum junto con «Arcadia», revelando que el álbum se lanzará el 22 de octubre de 2021.

## Sencillos
La canción principal «Blue Banisters», «Text Book» y «Wildflower Wildfire» se lanzaron como sencillos el 20 de mayo de 2021. Meses después, el 8 de septiembre, Del Rey lanzó la canción «Arcadia», acompañada de un video musical en su canal de YouTube. Y para el 20 de octubre lanzó su video musical para promocionar el sencillo de «Blue Banisters».

## Recepción de la crítica
Tras su lanzamiento, Blue Banisters recibió críticas positivas de los críticos musicales. En Metacritic, que asigna una calificación estandarizada de 100 a las reseñas de publicaciones profesionales, el álbum recibió una puntuación promedio de 80, basada en 21 reseñas, lo que indica "críticas generalmente favorables". El sitio web AnyDecentMusic? le dio 7.4 de 10, basado en su evaluación del consenso crítico.

## Lista de canciones
- Edición estándar

| Blue Banisters |                           |                                                            |                                                     |          |  |
| N.º            | Título                    | Escritor(es)                                               | Productor(es)                                       | Duración |  |
| 1.             | «Text Book»               | Lana del Rey, Gabe Simon                                   | Del Rey, Simon, Zachary Dawes*, Dean Reid^          | 5:04     |  |
| 2.             | «Blue Banisters»          | Del Rey, Simon                                             | Del Rey, Simon                                      | 4:52     |  |
| 3.             | «Arcadia»                 | Del Rey, Drew Erickson                                     | Del Rey, Erickson                                   | 4:23     |  |
| 4.             | «Interlude – The Trio»    | Ennio Morricone                                            | Clayton Johnson^, Chantry Johnson^                  | 1:16     |  |
| 5.             | «Black Bathing Suit»      | Del Rey, Erickson, Dawes                                   | Del Rey, Dawes, Reid                                | 5:18     |  |
| 6.             | «If You Lie Down with Me» | Del Rey, Barrie James O'Neill, Erickson                    | Del Rey, Erickson, O'Neill^                         | 4:25     |  |
| 7.             | «Beautiful»               | Del Rey, Erickson                                          | Del Rey, Erickson                                   | 3:35     |  |
| 8.             | «Violets for Roses»       | Del Rey, Erickson                                          | Del Rey, Erickson                                   | 4:15     |  |
| 9.             | «Dealer»                  | Del Rey, Loren Humphrey, Miles Kane, Tyler Parkford, Dawes | Del Rey, Humphrey, Dawes                            | 4:34     |  |
| 10.            | «Thunder»                 | Del Rey, Dawes                                             | Del Rey, Dawes, Reid, Alex Turner^, Kieron Menzies^ | 4:19     |  |
| 11.            | «Wildflower Wildfire»     | Del Rey, Mike Dean, Sean Solymar, Sage Skolfield           | Del Rey, Dean                                       | 4:46     |  |
| 12.            | «Nectar of the Gods»      | Del Rey, O'Neill                                           | Del Rey, O'Neill                                    | 4:20     |  |
| 13.            | «Living Legend»           | Del Rey, O'Neill                                           | Del Rey, O'Neill                                    | 4:01     |  |
| 14.            | «Cherry Blossom»          | Del Rey, Rick Nowels                                       | Del Rey, O'Neill, Nowels                            | 3:18     |  |
| 15.            | «Sweet Carolina»          | Del Rey, Alana Champion, Caroline Grant, Robert Grant Jr.  | Del Rey, Erickson                                   | 3:22     |  |
| 61:53          |                           |                                                            |                                                     |          |  |

Notas
- «*» significa coproductor.
- «^» significa productor adicional.
- «Dealer» incluye la voz no-acreditada de Miles Kane.
- «Interlude – The Trio» contiene un sample de «The Trio», compuesto por Ennio Morricone para la banda sonora de The Good, the Bad and the Ugly.

## Posicionamiento en listas
| Chart (2021)                            | Peak position |
| --------------------------------------- | ------------- |
| Argentina (CAPIF)                       | 1             |
| Australia (ARIA)                        | 3             |
| Austria (Ö3 Austria)                    | 8             |
| Bélgica (Ultratop flamenca)             | 4             |
| Bélgica (Ultratop valona)               | 5             |
| Canadá (Billboard Canadian Albums)      | 10            |
| República Checa (ČNS IFPI)              | 34            |
| Dinamarca (Hitlisten)                   | 17            |
| Países Bajos (Album Top 100)            | 1             |
| Finlandia (Suomen Virallinen Lista)     | 13            |
| Francia (SNEP)                          | 7             |
| Alemania (Offizielle Top 100)           | 6             |
| Grecia (IFPI)                           | 66            |
| Islandia (Plötutíðindi)                 | 34            |
| Irlanda (OCC)                           | 4             |
| Italia (FIMI)                           | 18            |
| Lituania (AGATA)                        | 8             |
| Nueva Zelanda (RMNZ)                    | 8             |
| Noruega (VG-lista)                      | 16            |
| Polonia (ZPAV)                          | 4             |
| Escocia (Scottish Albums Chart)         | 3             |
| Eslovaquia (ČNS IFPI)                   | 30            |
| España (PROMUSICAE)                     | 7             |
| Suecia (Sverigetopplistan)              | 20            |
| Suiza (Schweizer Hitparade)             | 6             |
| Reino Unido (UK Albums Chart)           | 2             |
| Estados Unidos (Billboard 200)          | 8             |
| Estados Unidos (Top Alternative Albums) | 1             |